# Vitesse d'évolution
En physique, la vitesse d'évolution (ou vitesse de variation, ou évolution temporelle) d'une grandeur physique est la dérivée partielle de cette grandeur par rapport au temps. La vitesse d'évolution est à la dimension temps  ce que le vecteur gradient ({\displaystyle {\vec {\nabla }}}) est aux trois dimensions de l'espace.

## Caractérisation
La vitesse d'évolution de la grandeur physique G est définie comme la limite de la différence entre deux états du système, divisée par l'intervalle de temps séparant ces états, lorsque cet intervalle tend vers zéro :
{\displaystyle {\partial  \over \partial t}(G)\ _{(P,t_{0})}=\lim _{t\rightarrow t_{0}}{G(P,t)-G(P,t_{0}) \over t-t_{0}}}
La grandeur G peut être d'une nature quelconque : scalaire, vecteur, complexe, tenseur, etc., et aussi bien intensive qu'extensive, et sa vitesse d'évolution est alors de même nature. Sur le plan de la dimension, si G est de dimension [G], sa vitesse d'évolution sera en [G].s−1.
La mesure d'une vitesse d'évolution suppose généralement que l'on puisse prendre des instantanés à des dates successives, et les comparer les uns aux autres. Pour certaines mesures (par exemple, la mesure d'une vitesse de déplacement par effet Doppler), la dimension temporelle reste cependant implicite.

## Notation
La notation la plus explicite est celle sous forme de dérivée partielle ou totale :
{\displaystyle {\partial  \over \partial t}\qquad } ou {\displaystyle \quad {\mathrm {d}  \over \mathrm {d} t}}
Une autre notation usuelle est celle attribuée à Newton, qui consiste à pointer la variable dérivée :
{\displaystyle {\partial u \over \partial t}={\dot {u}}}
Les dérivées d'ordre successif se construisent de même :
{\displaystyle {\partial ^{2} \over \partial t^{2}}\qquad } ou {\displaystyle \quad {\mathrm {d} ^{2} \over \mathrm {d} t^{2}}\qquad } et {\displaystyle \quad {\partial ^{2}u \over \partial t^{2}}={\ddot {u}}}

## Exemples

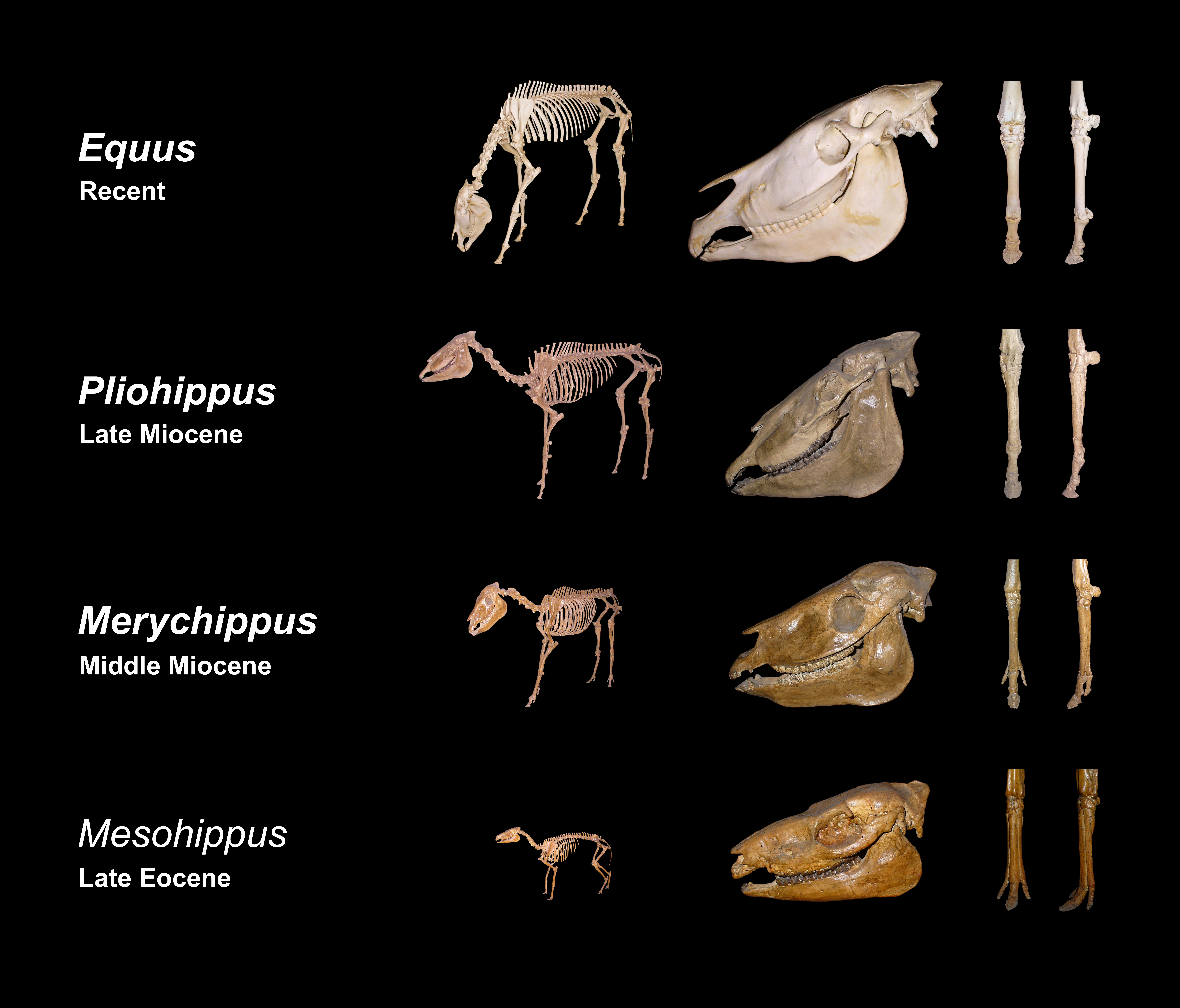
Mesurer une vitesse d'évolution nécessite de pouvoir mesurer la différence entre deux états, séparés par un temps déterminé.

- Équation de la chaleur : {\displaystyle {\frac {\partial }{\partial t}}}{\displaystyle T} = {\displaystyle \alpha }.{\displaystyle \nabla ^{2}}{\displaystyle T}